# 金正日花
金正日花（キム・ジョンイルばな、朝：김정일화、キム・ジョンイルファ、英：Kimjongilia）は、北朝鮮の第2代最高指導者金正日のために製作されたとされる球根ベゴニアの1品種。

## 概要
「1980年代、日本の静岡県掛川市の園芸研究家で、観光農園加茂花菖蒲園園主の加茂元照氏が、金正日のために品種改良を行い、誕生させた花で1988年2月16日、金正日の46歳の誕生日に寄贈された」とするのが北朝鮮側の公式の見解である。
しかし、TBSのワイドショー『ひるおび!』の取材に対し、加茂元照は「ある北朝鮮人に何度も譲るよう頼まれ、根負けして譲ったものだ」と語っている。譲る際にその朝鮮人が「金正日花」と名づけていいか聞いてきたといい（ちなみに加茂は当時、金正日という人物を知らなかったという）、この花が「金正日花」と呼ばれることに対し「現在でも大きな戸惑いを感じる」という。
アメリカ合衆国ベゴニア協会により、2004年、ベゴニア科の新品種991号として認定されたと言われている。
ベゴニアの一種で、寒さには弱い。なお、北朝鮮で品種改良されているという。
金正日の誕生日に合わせて栽培するために大量の石油を用いている。

## 花の利用
北朝鮮では金正日を象徴する花として知られており、テレビなどではしばしば放送され、バッジも作成されている。
また、この花の栽培担当者が花が落ちた際に自殺しており、普天堡電子楽団は『金正日花』という曲を歌っている。
2009年11月30日に発行された新50チョン硬貨の裏面の図案に用いられている。
金正日が2011年12月17日に死去し、遺体が錦繍山記念宮殿に安置された際、棺の周囲を囲む花に使用された。